# 北巴格多格拉
北巴格多格拉（Uttar Bagdogra），是印度西孟加拉邦大吉嶺縣的一个城镇。总人口15772（2001年）。

## 人口
该地2001年总人口15772人，其中男性8238人，女性7534人；0—6岁人口1883人，其中男957人，女926人；识字率74.54%，其中男性为80.92%，女性为67.57%。